# Торонто
Торо́нто (англ. Toronto) — найбільше місто Канади: столиця провінції Онтаріо та центр одного з найзаселеніших регіонів Канади, відомого як Золота підкова. Розміщене у південній частині провінції Онтаріо, на північно-західному узбережжі однойменного озера. Найбільший промисловий, торговий і фінансовий центр Канади, великий транспортний вузол, важливий науковий, культурний, релігійний і мистецький осередок. За версією журналу «Форбс» Торонто замикає десятку міст світу з найпотужнішою економікою (2008).
Фігурує як важливий центр української діаспори в Північній Америці, в якому розташовані численні громадські організації, освітні, релігійні та мистецькі установи діаспори. За статистикою Перепису населення Канади (2006) у місті Торонто та в його передмістях проживає 122 тисячі осіб, які вважають себе українцями за етнічним походженням.

## Історія

### До створення міста
Археологічні знахідки вказують, що люди жили на північному узбережжі озера Онтаріо в районі сучасного Торонто вже понад 11 тисяч років тому, прийшовши туди з півдня після останнього льодовикового періоду.

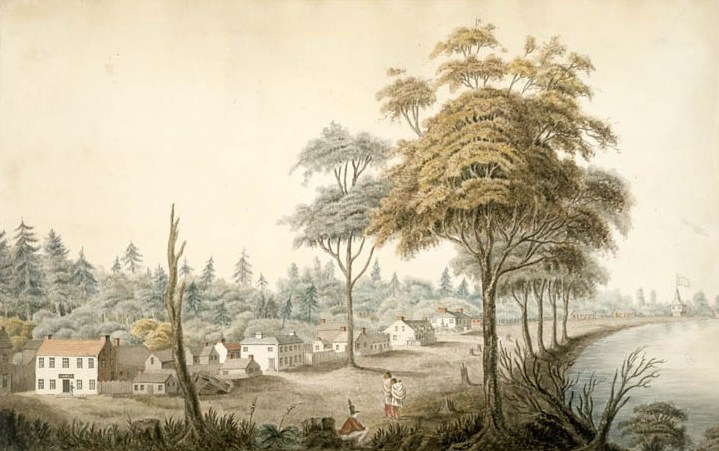
Зображення поселення Йорк (акварель, 1804). Автор: Елізабет Френсіс Гейл.

Коли європейці вперше з'явилися на цих територіях в 17-му столітті, вони були заселені племенами гуронів. Спочатку в районі сучасного Торонто з'явилися французькі торговельні пости, згодом контроль над цими землями отримали англійці, які у 1787 році придбали у племені Міссісога понад 1000 км² території навколо сучасного Торонто.
А в 1793 році тодішній представник британських інтересів у регіоні лейтенант-губернатор Верхньої Канади Джон Сімко у районі Старого міста сучасного Торонто заснував поселення Йорк, яке назвали на честь фельдмаршала британської армії Фредерика, герцога Йоркського. Сімко вирішив перенести столицю Верхньої Канади з Ньюарка до Йорка, вважаючи, що нове місто буде менше вразливим від нападу Сполучених Штатів. Гарнізон Йорка розташувався у форті Йорка, побудованому на в'їзді до природної гавані міста.
Під час Англо-американської війни 1812—1815 років, у квітні 1813 року форт Йорк на короткий час захопили американські війська. Він зазнав значних руйнувань, зокрема було спалене приміщення провінційного парламенту.

### Історія Торонто
Початок історії Торонто зазвичай відносять до 1787 року, коли землі, на яких розташовувалося Торонто, британці придбали у племені Міссісагуа. Це обумовлювалося стратегічним розташуванням міста; завдяки косі, яку утворив сплив річки Дон, сучасне Торонто мало (і має) чи не найкращу гавань з британського (канадського) боку Великих озер. Це сприяло створенню Янг-стріт як стратегічної дороги, що поєднувала внутрішню територію Канади з акваторією Великих озер, яка пов'язана з Атлантичним океаном.
Стратегічне розташування Торонто зумовило те, що в 1796 році до нього перевели столицю «колонії Верхньої Канади» (сучасної провінції Онтаріо), яка залишається там і донині. Під час війни 1812 року між США та Канадою провінційний парламент було зруйновано американськими солдатами (на що британці відповіли спаленням Білого дому та Конгресу у 1814). Однак, через численні адміністративні реформи, які передували створенню Канадської конфедерації, місце, в якому була тоді столиця Верхньої Канади, достатньо складно ідентифікувати.
Наслідки подій, які відбулися під час битви за Форт Йорк у 1813 році, з сучасної точки зору виглядають як привід до виникнення у канадців елементів національної свідомості. Сталося так, що під час тієї битви британці підірвали склади пороху; однак, через особливості конструкції арсеналу, більшу частину наслідків вибуху відчула на собі армія американців, яка очікувала від британців відносно безкровної здачі за наслідками битви. Такий результат призвів до розграбування міста Йорк — і реакції на це канадців; якщо Канада до цього загалом розглядала війну як боротьбу двох зовнішніх сил, то після пограбування Йорка ідентифікувала себе з британською адміністрацією.
Формальне створення міста на основі поселення Форт-Йорка відбулося 6 березня 1834 року на вимогу населення, кількість якого на той час становила 9 250 осіб та була найбільшою у провінції. Протягом обговорення назви нового міста перемогли прихильники надання місту історичної назви місцевості, на якій воно лежало, — Торонто. Зокрема, їх аргументом було «…це місто буде єдиним Торонто у світі». Першим мером Торонто став Вільям Лайон Маккензі.
Щодо походження назви міста Торонто існують кілька точок зору. Найпопулярнішими версіями походження цієї назви є:
- від Ткаронто, що мовою племені могавків значить «де дерева ростуть з води». Прихильники цієї версії зазначають, що індіанці називали цим словом вузьку протоку між озерами Сімко та Коучичинг на 125 кілометрів північніше Торонто. Завдячуючи французам, які першими з європейців прийшли на ці землі, назва Таронто перейшла спочатку до сучасного озера Сімко, згодом до протоки, що єднає Сімко з озером Онтаріо, і, врешті решт, назву Торонто отримав французький форт, збудований на узбережжі останнього, на місці сучасного міста.
- від Торонтон, що мовою племені гуронів значило «місце зустрічі». На думку прихильників цієї версії походження назви міста, територія, на якій розташоване Торонто, слугувала місцем зустрічі індіанських племен.

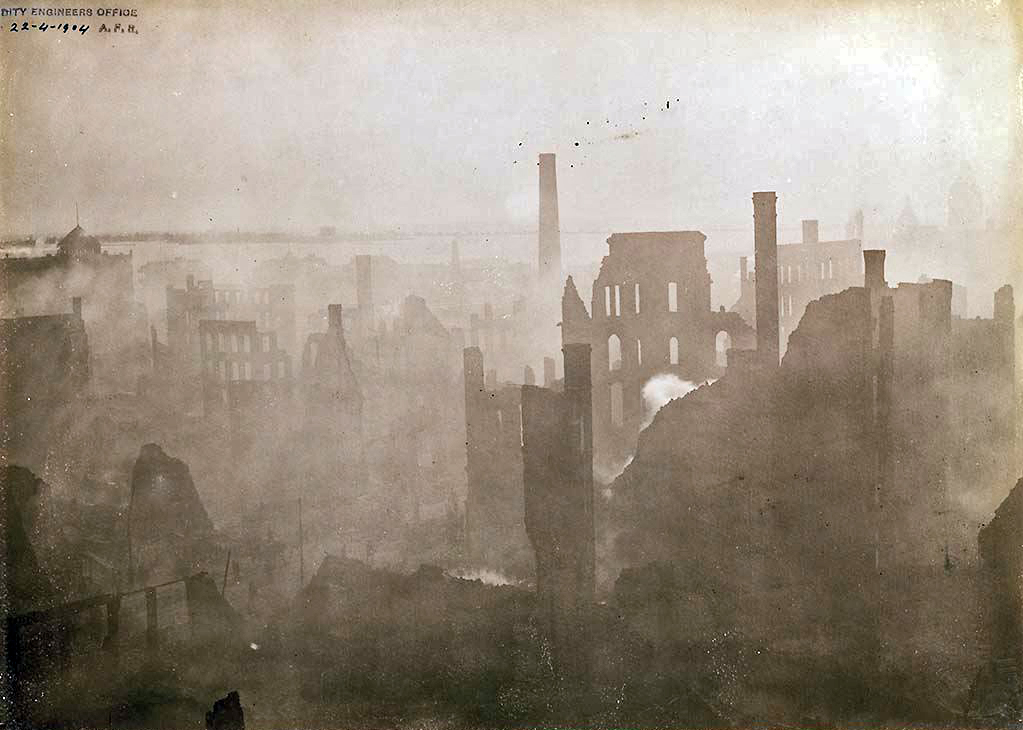
Пожежа в Торонто 1904 року.

Торонто динамічно розвивалося протягом 19-го століття, ставши основним центром імміграції до Канади. Різке зростання населення відбулося під час Великого голоду в Ірландії, до 1851 року переселенці з Ірландії стали найбільшою з етнічних груп міста. Протягом 1849-52 і, пізніше, з 1856 по 1858 роки Торонто було столицею Об'єднаної провінції Канада, а з моменту створення у 1867 році провінції Онтаріо стало її беззмінною столицею.
Протягом другої половини 19-го століття в Торонто була побудована розгалужена система каналізації, вулиці отримали освітлення газовими ліхтарями, з'явилися трамвайні лінії, місто було з'єднане залізницею з іншими частинами країни. До 1891 року населення міста перевищило 180 тисяч осіб — окрім невпинного притоку іммігрантів до міста переїжджають мешканці навколишніх сіл та містечок, спостерігається високий рівень народжуваності. У 1904 році значна частина центру міста була зруйнована пожежею, але була швидко відбудована.
У 1918 р. у Торонто відбулися масові антигрецькі заворушення, що спричинило переселення значної частини греків Торонто від вулиці Янг до місця поблизу Данфорт-авеню, нині відомого як Гріктаун («грецьке містечко»).

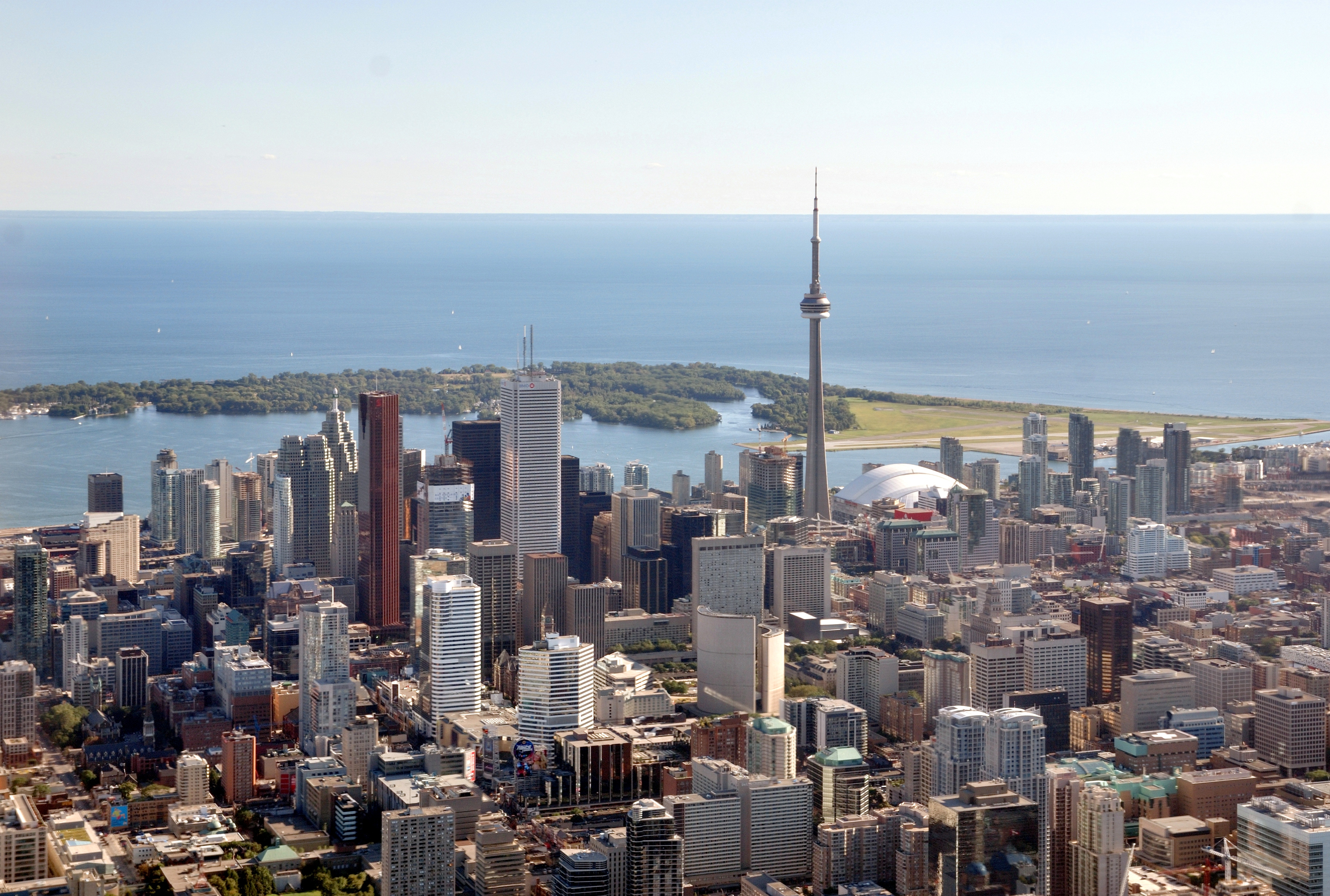
Сучасний вигляд центру Торонто з висоти пташиного польоту.

У 20-му столітті розвиток міста відбувався прискореними темпами, не в останню чергу за рахунок хвиль імміграції з країн Європи та Азії. У 1951 році населення міста сягнуло 1 мільйона осіб, за двадцять років подвоїлося, а в 1980-х Торонто стало найнаселенішим містом Канади, обійшовши за цим показником Монреаль. У 1954 році в місті відкрився перший в країні метрополітен. Протягом 1970-х років у місті відбувався будівельний бум, зокрема центр Торонто був забудований хмарочосами, які стали одним з символів міста. А в 1976 році тут зведено Сі-Ен Тауер — телевізійну вежу висотою 553 м, що понад 30 років залишалася найвищою спорудою у світі, і є символом не лише Торонто, але й усієї Канади.

### Створення мегалополісу Торонто
Ще в 1954 році почався процес формального злиття Торонто з навколишніми населеними пунктами: провінційний Уряд Онтаріо ухвалив рішення про створення на основі Торонто та 12 сусідніх містечок і сіл агломерації, яка отримала назву «Метрополія Торонто» (англ. Metropolitan Toronto). До компетенції уряду агломерації було віднесено питання, які вимагали чіткої координації дій органів місцевого управління цих населених пунктів, зокрема — управління земельним ресурсами, водопостачання, будівництво й утримання автошляхів, охорона правопорядку, громадський транспорт. У 1967 році сім найменших населених пунктів, що входили до Метрополії Торонто, були злиті з більшими частинами агломерації, яка з того часу, окрім безпосередньо Торонто, включала міста Йорк, Північний Йорк, Східний Йорк, Скарборо та Етобіко. У 1998 році за рішенням Уряду Онтаріо ця агломерація була об'єднана в єдине місто — мегалополіс Торонто, муніципалітети інших міст, які входили до агломерації, були розформовані.

## Визначні місця Торонто

#### Діловий центр Торонто (Downtown Toronto)
Даунтаун Торонто — одне з найпривабливіших місць для туристів. Простягається на південь від вулиці Блюр, між Батгерст-стріт і Дон-Веллі-Парквей.

Також тут розташовані: Берегова лінія Торонто, Район Розваг, Фінансовий район, Площа Дандас, Китайський квартал, Кенсінгтонський ринок, Університет Торонто, Черч і Велслі, Кебіджтаун, Ринок Сент-Лоренс.

#### Середня частина Торонто
Середмістя (Midtown)

Тут розташовані: Йорквіл, Аннекс, Каса Лома, Роздейл, Форест-Гілл, Дейвісвіл, Лісайд.

#### Західна частина Торонто.
Тут розташовані: Форт-Йорк, Гай-Парк, Блур-Вест-Віледж, Блек Крік Піонер віледж.

#### Північна частина Торонто.
У колишньому містечку-сателіті, а зараз районі Торонто North York традиційно проживало багато євреїв Тому. не дивно, що саме тут на кошти місцевої громади у Earl Bales Park було споруджено меморіал жертвам Голокосту за проектом Ернеста Рааба (Ernest Raab) та засновано музей Holocaust Center of Toronto (4600 Bathurst St. На станції метро North York Centre розбито Mel Lastman Square (5100 Yonge St.). Тут часто відбуваються різноманітні рекламні акції, наприклад, безкоштовна роздача шоколаду, а, взимку відкривають ковзанку. На цій же площі — колишній муніципалітет незалежної адміністративної одиниці North York — North York Civic Centre (5100 Yonge St.) та Toronto Centre for the Arts (5040 Yonge St.

#### Східна частина міста.
East side — мальовнича частина Торонто, що тягнеться вздовж узбережжя на схід від Don Valley Parkway. Перший район, у якому Ви опиняєтеся, рухаючись по Queen St. East на схід з перехрестя Don Valley — Riverdale, до середини ХІХ ст. був невеличким селом. Його розвиток активізується в 1880-1920-х рр. внаслідок розбудови залізничних сполучень, а також найбільшого в Торонто моста — Prince Edward Viaduct.
Leslieville був названий так на честь Джорджа Леслі (George Leslie), що жив тут у 1850-х рр. Цей район відомий через Александра Мюіра (Alexander Muir) — директора місцевої школи Leslieville Public School, який написав пісню The Maple Leaf Forever. Дім Мюіра, названий Maple Cottage, зберігся й досі.
Також цікавим місцем в Східній частині міста є Пляжі.

## Клімат
Торонто розташоване у зоні вологого континентального клімату. Для міста характерні тепла волога погода влітку та досить холодні зими. Високий рівень урбанізації та безпосередня близькість до води обумовлюють відсутність різких коливань між денною та нічною температурами повітря.
Щорічна норма опадів перевищує 800 мм, найвологішим сезоном є літо. Снігопади можливі з листопада до середини квітня.
| Клімат Торонто                             | Клімат Торонто | Клімат Торонто | Клімат Торонто | Клімат Торонто | Клімат Торонто | Клімат Торонто | Клімат Торонто | Клімат Торонто | Клімат Торонто | Клімат Торонто | Клімат Торонто | Клімат Торонто | Клімат Торонто |
| Показник                                   | Січ.           | Лют.           | Бер.           | Квіт.          | Трав.          | Черв.          | Лип.           | Серп.          | Вер.           | Жовт.          | Лист.          | Груд.          | Рік            |
| Абсолютний максимум, °C                    | 16,1           | 14,4           | 26,7           | 32,2           | 34,4           | 36,7           | 40,6           | 38,9           | 37,8           | 30,0           | 23,9           | 19,9           | 40,6           |
| Середній максимум, °C                      | −0,7           | 0,4            | 4,7            | 11,5           | 18,4           | 23,8           | 26,6           | 25,5           | 21,0           | 14,0           | 7,5            | 2,1            | 12,9           |
| Середня температура, °C                    | −3,7           | −2,6           | 1,4            | 7,9            | 14,1           | 19,4           | 22,3           | 21,5           | 17,2           | 10,7           | 4,9            | −0,5           | 9,4            |
| Середній мінімум, °C                       | −6,7           | −5,6           | −1,9           | 4,1            | 9,9            | 14,9           | 18,0           | 17,4           | 13,4           | 7,4            | 2,3            | −3,1           | 5,9            |
| Абсолютний мінімум, °C                     | −32,8          | −31,7          | −26,7          | −15            | −3,9           | −2,2           | 3,9            | 4,4            | −2,2           | −8,9           | −20,6          | −30            | −32,8          |
| Середня кількість сонячних годин на місяць | 85,9           | 111,3          | 161,0          | 180,0          | 227,7          | 259,6          | 279,6          | 245,6          | 194,4          | 154,3          | 88,9           | 78,1           | 2066,3         |
| Норма опадів, мм                           | 61.5           | 55.4           | 53.7           | 68.0           | 82.0           | 70.9           | 63.9           | 81.1           | 84.7           | 64.4           | 84.1           | 61.5           | 831.1          |
| Днів з опадами                             | 15,4           | 11,6           | 12,6           | 12,6           | 12,7           | 11,0           | 10,4           | 10,2           | 11,1           | 11,7           | 13,0           | 13,2           | 145,5          |
| Днів з дощем                               | 5,4            | 4,8            | 7,9            | 11,2           | 12,7           | 11,0           | 10,4           | 10,2           | 11,1           | 11,7           | 10,9           | 7,0            | 114,1          |
| Днів зі снігом                             | 12,0           | 8,7            | 6,5            | 2,2            | 0,0            | 0,0            | 0,0            | 0,0            | 0,0            | 0,08           | 3,1            | 8,4            | 40,9           |
| ------------------------------------------ | -------------- | -------------- | -------------- | -------------- | -------------- | -------------- | -------------- | -------------- | -------------- | -------------- | -------------- | -------------- | -------------- |
| Джерело: Міністерство довкілля Канади      |                |                |                |                |                |                |                |                |                |                |                |                |                |

## Економіка

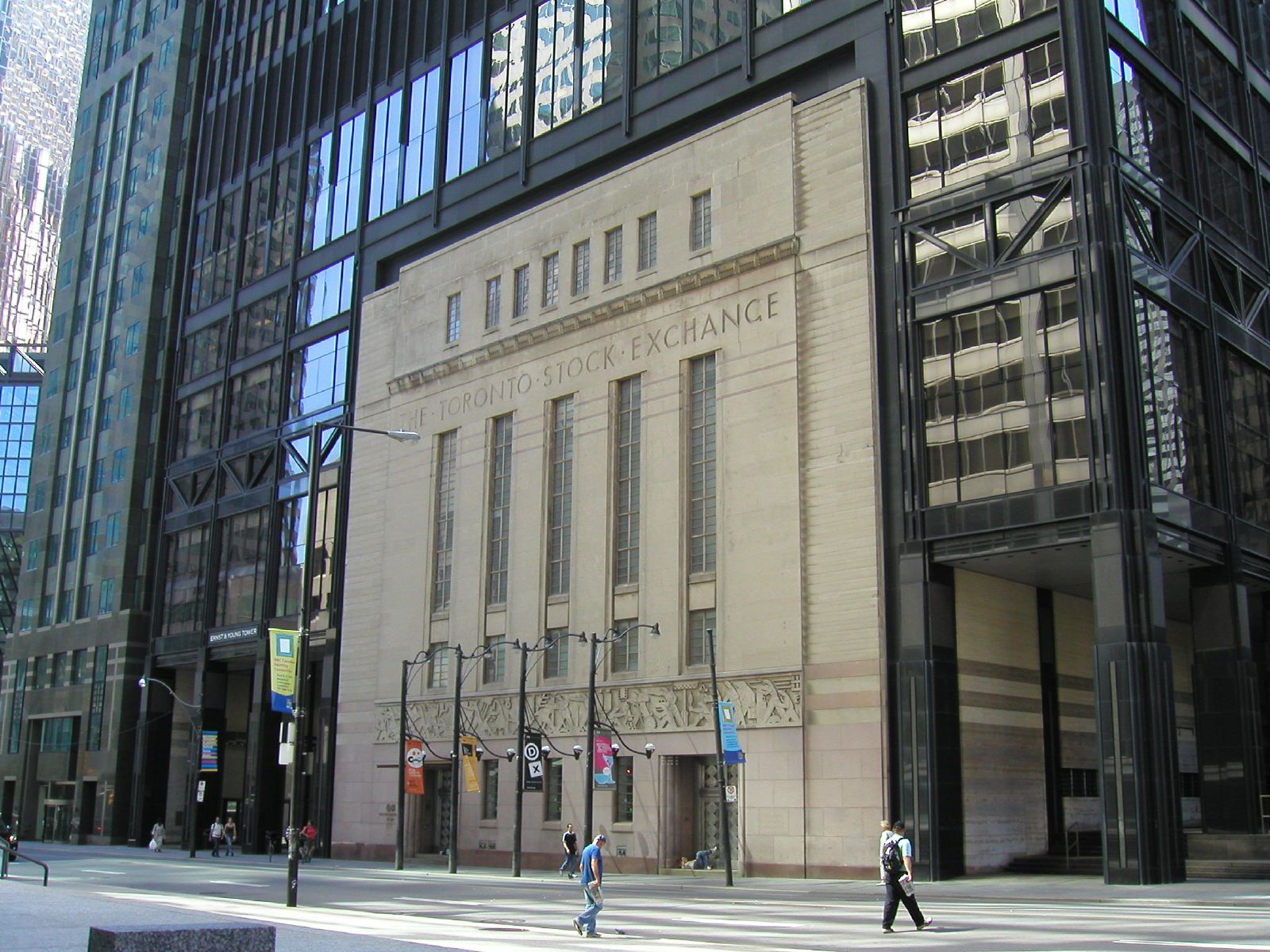
Історична будівля Фондової біржі Торонто.

Торонто — один з найважливіших ділових та фінансових центрів Північної Америки, фінансова столиця Канади. У місті розташовані штаб-квартири п'ятірки найбільших канадських банків, а також значної частини корпорацій країни. Фондова біржа Торонто за рівнем ринкової капіталізації займає сьоме місце у світі.
Сукупний внесок економіки Торонто в національну економіку Канади оцінюється в 11 % ВВП країни. ВВП міста в 2005 році перевищив 127 мільярдів канадських доларів.
В місті проживає 1,4 млн працездатних людей, тобто одна шоста усієї робочої сили Канади.
Досить висока ціна землі призвела до виведення безпосередньо виробничих потужностей промислових підприємств за межі Торонто, однак місто залишається одним з найбільших центрів дистрибуції промислової продукції в Канаді.
Торонто має розвинуту індустрію послуг, тут розташовані найбільші медійні, телекомунікаційні та страхові компанії, місто має розгалужену мережу готелів, закладів громадського харчування та торгівлі.

## Спорт

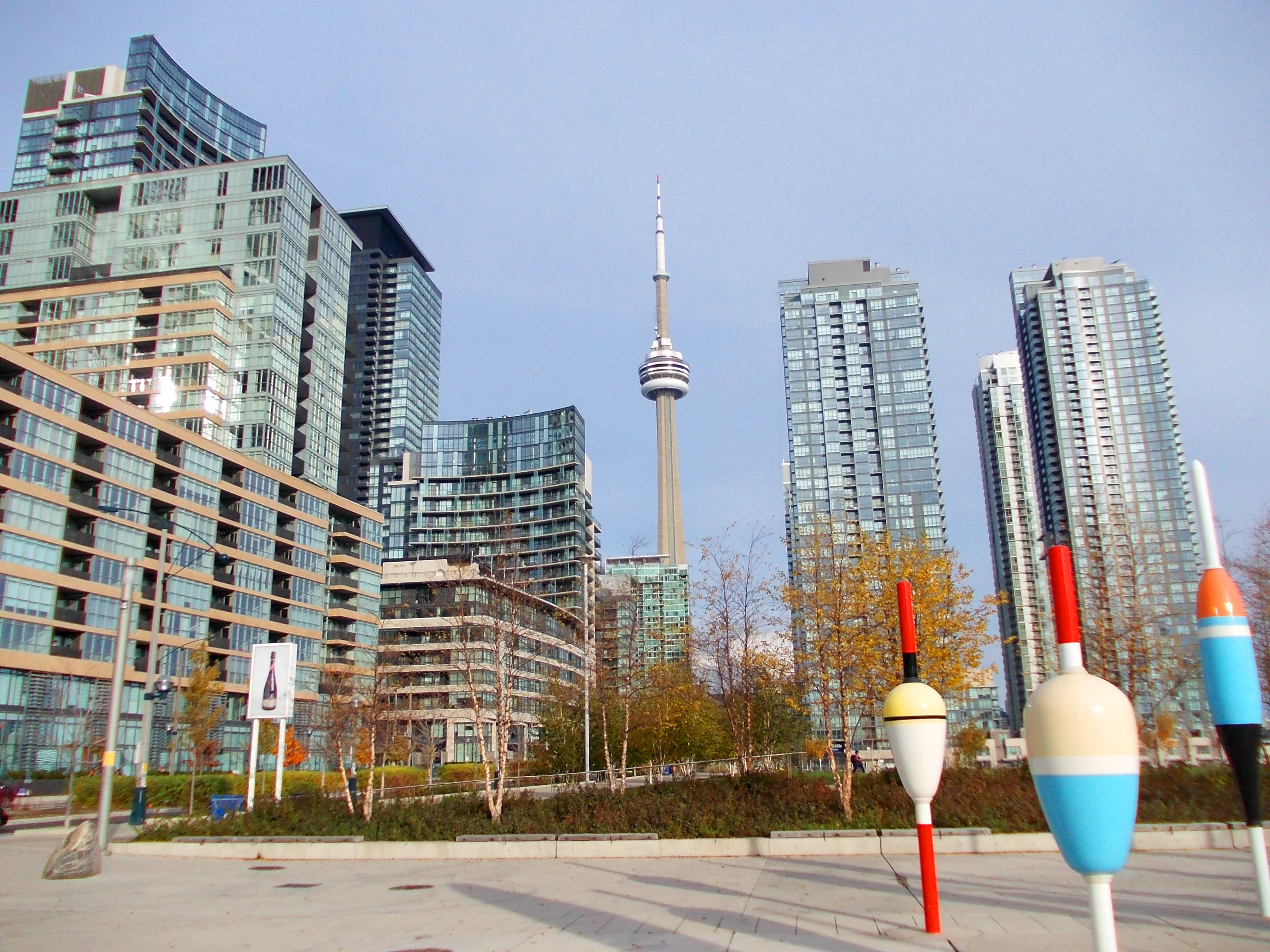
CN Tower на фоні хмарочосів Торонто

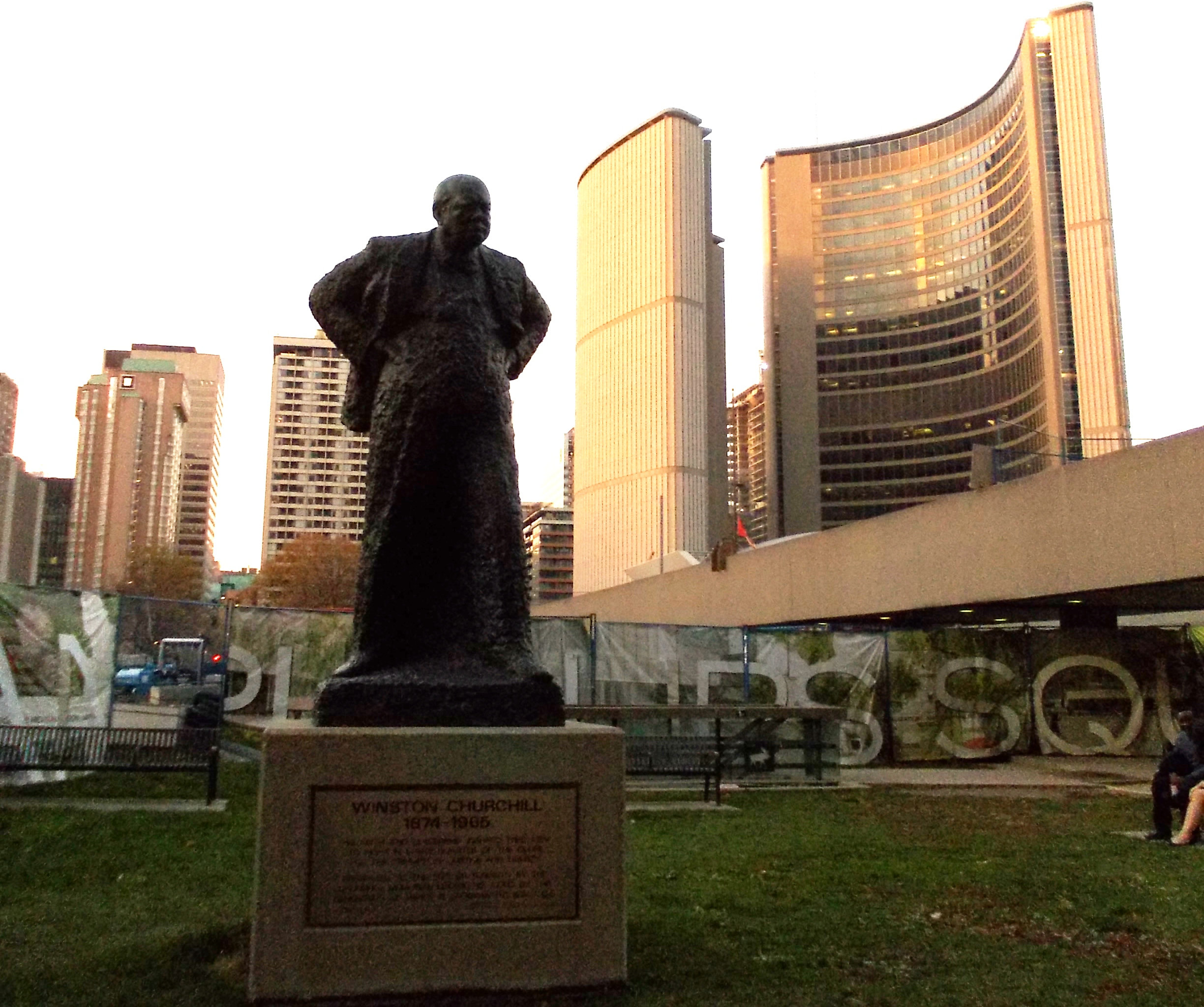
Міська рада Торонто та пам'ятник Вінстону Черчилю

Торонто має сім професійних спортивних команд, найстарішою та найтитулованішою з яких є «Торонто Арґонавтс», які виступають в Канадській футбольній лізі. Команди «Торонто Репторз» та «Торонто Блу Джейс», що виступають відповідно в Національній баскетбольній асоціації та Головній бейсбольній лізі, наразі є єдиними представниками Канади у цих лігах.
У світі професійного спорту місто найвідоміше хокейною командою «Торонто Мейпл-Ліфс», яка користується надзвичайною підтримкою хокейних вболівальників не лише в Торонто, але й далеко за його межами. Попри те, що останнього разу команда ставала чемпіоном Національної хокейної ліги в далекому сезоні 1966-67, вона займає друге місце серед усіх команд ліги за кількістю виграних Кубків Стенлі (13). Не в останню чергу завдячуючи колишнім успіхам «Торонто Мейпл-Ліфс» місто утримує прізвисько «Центру хокейного всесвіту» (англ. "Centre of the Hockey Universe"). З 1958 року в Торонто розміщується «Зала хокейної слави», в якій представлені найвидатніші гравці та хокейні функціонери, а також розміщується музей хокею.
| Клуб                 | Ліга | Вид спорту        | Домашня арена   | Заснований | Чемпіонські титули |
| -------------------- | ---- | ----------------- | --------------- | ---------- | ------------------ |
| «Торонто Арґонавтс»  | КФЛ  | Канадський футбол | Роджерс-центр   | 1873       | 15                 |
| «Торонто Мейпл-Ліфс» | НХЛ  | Хокей             | Ер-Канада-центр | 1917       | 13                 |
| «Торонто Блу Джейс»  | ГБЛ  | Бейсбол           | Роджерс-центр   | 1977       | 2                  |
| «Торонто Репторз»    | НБА  | Баскетбол         | Ер-Канада-центр | 1995       | 1                  |
| «Торонто Рок»        | НЛЛ  | Лакрос            | Ер-Канада-центр | 1998       | 5                  |
| ФК «Торонто»         | ГФЛ  | Футбол            | Бі-Ем-О Філд    | 2007       | 0                  |
| «Торонто Нешеналз»   | ГЛЛ  | Лакрос            | Бі-Ем-О Філд    | 2009       | 0                  |

## Населення
Торонто — одне з найбагатонаціональніших міст світу. За даними перепису населення 2006 р. 47 % жителів Торонто народились за межами Канади. 9,6 % від всієї кількості іммігрантів це вихідці з Індії, 8,2 % — з Китаю, по 5,6 % — з Італії та Філіппін, 1,3 % — з Росії, 1,2 % — з України.
Часто Торонто називають містом з найбільшим різноманіттям культур, оскільки близько половини жителів іммігрували з інших країн.
І зараз Торонто — найпопулярніший центр, що приваблює іммігрантів у Канаді. Характерною рисою міста є традиція підтримки національних культур та звичаїв прибулих груп населення. Таким чином, на відміну від багатьох інших міст з великою кількістю іммігрантів, культурна асиміляція проявляється не дуже яскраво. Разом з тим, це один з найбезпечніших мегалополісів Американського континенту, де всі нації та культури уживаються без конфліктів.

## Освіта

### George Brown College
Державний коледж прикладних мистецтв і технологій. Розташований в центрі Торонто і має свій гуртожиток.
Заснований в 1967 році, названий на честь Джорджа Брауна (1818—1880), одного із засновників канадської конфедерації, ліберального політика і творця газети «The Globe» в Торонто (в даний час «The Globe & Mail»).

## Українці Торонто
Поява перших українських іммігрантів в Торонто датується 1903 роком. Згодом українська громада міста приростала за рахунок переселенців із Західної Канади, куди українці почали іммігрувати раніше — з 1891 року, а також безпосередньо з Австро-Угорщини, до якої належали західноукраїнські землі. Однак найбільший приток українських іммігрантів до міста був під час так званих третьої та четвертої хвиль імміграції — відповідно після Другої світової війни та з початку 1990-х років.
| Рік                                                | 1911 | 1941 | 1971 | 2006  |
| Чисельність Української громади Торонто, тис. осіб | 0,1  | 12,3 | 60,8 | 122,0 |

За даними Перепису населення Канади станом на 2006 рік в Торонто мешкає 122 тисячі осіб, які вважають себе українцями за етнічним походженням, що становить понад 10 % чисельності Української діаспори Канади. У місті працюють десятки громадських організацій та об'єднань українців, більшість з яких входять до Відділу Торонто Конґресу Українців Канади. Торонто має розгалужену мережу закладів, що покликані задовольнити суспільні, релігійні та культурні потреби української громади. Зокрема, діють дитячі садки та школи, в яких вивчаються українська мова, культура та історія України; українські храми, насамперед греко-католицькі, а також православні, що відносяться до Української православної церкви Канади; українські будинки для літніх осіб; спортивні товариства «Україна» та «Карпати».
Щороку в місті проходить Український мистецький фестиваль, до участі в якому запрошуються виконавці з України, а також місцеві музичні колективи. Українська культура в Торонто представлена професійними та аматорським танцювальними і співочими колективами, бандуристами, театральним ансамблем, тут розташована Канадсько-українська мистецька фундація (КУМФ), що представляє українське образотворче мистецтво. Інформаційні потреби українців Торонто задовольняються регулярними програмами на місцевих радіо та телебаченні, низкою друкованих видань, що висвітлюють життя української громади та аналізують події в Україні.
У місті працює низка українських кредитних спілок, які історично сформувалися як своєрідні каси взаємодопомоги української громади, в процесі розвитку перетворившись на повноцінні фінансові установи з широким асортиментом послуг. Тут також розташована Канадсько-українська торгова палата, покликана сприяти розвитку двостороннього співробітництва в торговельній та інвестиційній сферах.
З нагоди 120-ї річниці появи перших українських переселенців у Канаді 24 червня 2011 р. був запущений Історичний Потяг українських піонерів, що пройде за маршрутом Галіфакс — Монреаль — Оттава — Торонто — Вінніпег — Саскатун — Едмонтон.

### Українські райони
Згідно даних перепису населення 2006 року українці переважно проживають в південному Етобіко. Також незначна частина вихідців з України живе в районі Північного Йорку, але вони переважно прибули зі східної України, тому розмовляють російською мовою і мало інтегровані в українську громаду Торонто. На офіційному сайті ви можете знайти більш детальну інформацію, щодо районів Торонто.
| Номер району | Загальна кількість населення | Кількість етнічних українців | Частка українців | Кількість людей, які вживають українську мову вдома | Частка людей, які вживають українську мову вдома |
| 7            | 20900                        | 955                          | 4,6 %            | 255                                                 | 1,2 %                                            |
| 8            | 10065                        | 1350                         | 13,4 %           | 665                                                 | 6,6 %                                            |
| 9            | 14450                        | 1630                         | 11,3 %           | 565                                                 | 3,9 %                                            |
| 10           | 10965                        | 800                          | 7,3 %            | 170                                                 | 1,6 %                                            |
| 11           | 18480                        | 1270                         | 6,9 %            | 265                                                 | 1,4 %                                            |
| 12           | 10140                        | 750                          | 7,4 %            | 145                                                 | 1,4 %                                            |
| 13           | 10300                        | 750                          | 7,3 %            | 140                                                 | 1,4 %                                            |
| 14           | 32315                        | 2615                         | 8,1 %            | 835                                                 | 2,6 %                                            |
| 15           | 8670                         | 670                          | 7,7 %            | 155                                                 | 1,8 %                                            |
| 16           | 23700                        | 2970                         | 12,5 %           | 1060                                                | 4,5 %                                            |
| 17           | 24885                        | 1570                         | 6,3 %            | 390                                                 | 1,6 %                                            |
| 18           | 10440                        | 500                          | 4,8 %            | <50                                                 | Не відомо                                        |
| 19           | 9610                         | 695                          | 7,2 %            | 135                                                 | 1,4 %                                            |
| 20           | 11640                        | 850                          | 7,3 %            | 260                                                 | 2,2 %                                            |
| 34           | 14615                        | 575                          | 3,9 %            | <100                                                | Не відомо                                        |
| 35           | 24405                        | 1875                         | 7,7 %            | <100                                                | Не відомо                                        |
| 81           | 16310                        | 500                          | 3,1 %            | 165                                                 | 1,0 %                                            |
| 84           | 11770                        | 100                          | 0,8 %            | 35                                                  | 0,3 %                                            |
| 86           | 14570                        | 780                          | 5,4 %            | 150                                                 | 1,0 %                                            |
| 87           | 19505                        | 1740                         | 8,9 %            | 335                                                 | 1,7 %                                            |
| 88           | 20715                        | 1715                         | 8,3 %            | 350                                                 | 1,7 %                                            |
| 89           | 9555                         | 1090                         | 11,4 %           | 280                                                 | 2,9 %                                            |
| 90           | 13040                        | 300                          | 2,3 %            | 110                                                 | 0,8 %                                            |
| 111          | 22385                        | 750                          | 3,4 %            | 230                                                 | 1,0 %                                            |
| 114          | 7780                         | 795                          | 10,2 %           | 250                                                 | 3,2 %                                            |

### Українські місця в Торонто
Греко-католицькі церкви:

- Катедра св. Йосафата
- Церква св. Василія Великого
- Церква св. Димитрія
- Церква св. Євхаристії
- Церква св. О. Миколая
- Церква св. Михаїла
- Церква св. Покрови
- Церква Успення св. Богородиці
- Церква св. Петра і Павла (Скарборо)
- Церква св. Володимира (Торнгіл)
- Церква св. Великомучениці Катерини (Ньюмаркет)

Православні церкви:

- Собор св. Володимира
- Собор св. Димитрія
- Церква св. Андрея
- Церква св. Анни (Скарборо)

Протестантські церкви:

- Євангельська Баптистська церква
- Українська П'ятдесятницька церква

- Генеральне консульство України в Торонто
- Інститут Св. Володимира
- Музей Тараса Шевченка
- Дім Т. Г. Шевченка
- Український культурний центр
- Українсько-канадський дослідчо-документаційний центр
- Канадсько-українська імміграційна служба
- Суспільна служба українців Канади
- Парк пам'яті українців Канади
- Канадсько-українська мистецька фундація
- Українське Національне Об'єднання
- Пластова домівка

Школи
- Католицька школа св. Йосафата

Книгарні
- Кута Ума[22]
- Буква[23]

### Відомі українці, пов'язані з містом
- Бандера Ярослава Василівна (1917—1977) — українська політична діячка, керівник жіночої мережі і юнацтва ОУН. Дружина Степана Бандери
- Бєльський-Стеценко Іван Харитонович (1923—2003) — живописець-постімпресіоніст.
- Бойцун Роман — діяч ОУН, старшина легіону «Нахтіґаль» та 201-го батальйону шуцманшафт, командир сотні дивізії «Галичина».
- Бриґідер Михайло — діяч ОУН, командир 1-го батальйону 29-го полку дивізії «Галичина».
- Кетрін Винник (нар. 1977) — канадська акторка
- Винник Теодор — український військовий та громадський діяч.
- Гарасимів Юрій — старшина УСС, УГА та дивізії СС «Галичина», ветеранський і громадський діяч у діаспорі.
- Гуляк Степан — офіцер 14-ї гренадерської дивізії військ СС «Галичина», ветеранський і громадський діяч, підприємець і меценат.
- Коморовський Андрій — офіцер дивізії «Галичина», ветеранський і громадський діяч у діаспорі.
- Куп'як Дмитро (1918—1995) — активний діяч ОУН та СБ ОУН, підприємець та меценат
- Ольга Мак (1913—1998) — українська письменниця, член Об'єднання українських письменників «Слово» і Національної спілки письменників України.
- Малащук Роман-Богдан Іванович — діяч ОУН, соратник Степана Бандери, голова «Ліги визволення України».
- Підгайний Семен Олександрович (1907—1965) — український історик, археограф, автор спогадів про українську інтелігенцію на Соловецьких островах, член-основоположник УРДП
- Росоха Степан (1908—1986) — журналіст, видавець і політичний діяч на Закарпатті й еміграції, заступник Голови Сойму Карпатської України
- Самчук Улас Олексійович (1905—1987) — український письменник, журналіст і публіцист, член уряду УНР на вигнанні
- Селешко Михайло (1901—1981) — активний діяч ОУН, журналіст
- Федина Андрій (1905—1958) — учасник I-го Конгресу Українських Націоналістів, керівник експозитури УВО-ОУН в Данціґу.
- Штуль-Жданович Олег (1917—1977) — український політичний діяч, голова ОУН(м)

## Відомі вихідці
- Чарльз Арлінг (1880—1922) — канадський актор
- Волтер Г'юстон (1883—1950) — канадо-американський актор
- Мері Пікфорд (1892—1979) — американська акторка театру та кіно, ірландка за походженням
- Крістофер Пламмер (1929—2021) — канадський театральний та теле-кіноактор
- Грегорі Кольбер (* 1960) — кінематографіст і фотограф.